# Madanpur-Rampur
Madanpur-Rampur fou un antic estat tributari protegit a Orissa, declarat del tipus zamindari el 1918. Tenia una superfície de 1.098 km² i una població de 35.000 habitants repartits en 274 pobles. La dinastia governant era la Naga (Kashyapa Gotra). Els ingressos s'estimaven en 115.639 rupies.

## Llista de rages
- Chandramoni Sing ?-1900
- Durga Madhab Prasad Singh 1900-1952 (zamindar 1918)
- Goura Chandra Singh 1952-1955